# Capitol Punishment (2011)
Capitol Punishment — единоразовое реслинг-шоу, организованное американским промоушном WWE. Мероприятие прошло 19 июня 2011 года в «Веризон-центре» Вашингтон. 
Шоу по системе PPV посмотрели около 170 000 человек.

## Превью
Мероприятие Capitol Punishment заменило шоу Fatal 4-Way, которое промоушн провёл в июне 2010 года. Название шоу обыгрывает место проведения, намекая на Капитолий, и устойчивое английское выражение capital punishment (рус. высшая мера наказания). 
Рекламная кампания мероприятия была построена вокруг того факта, что оно проводится в столице США. Во время шоу Over the Limit был впервые показан проморолик с участием тогдашнего президента США Барака Обамы. В WWE использовали отрывки из реальных выступлений политика перед прессой и объединили их с записанным для компании видеорядом. Ролик должен был показать, как американский президент на пресс-конференции якобы отвечает на вопросы про Capitol Punishment. Эта рекламная тактика вызвала критику общественности, поэтому во избежание юридических осложнений с правительством США WWE отредактировали видео, добавив к нему дисклеймер.
Центральным событием шоу стало противостояние Джона Сины и Ар-Труза за чемпионство WWE. Киллингс уже долгое время искал возможности сразиться за чемпионский пояс. Изначально именно он должен был сразиться против Миза и Джона Сины за чемпионство на Extreme Rules. Но Ар-Труз проиграл место в поединке Джону Моррисону, который поставил под сомнение навыки Киллингса. После боя Рон совершил хилтёрн, атаковав Моррисона. С этого момента Киллингс отошёл от образа положительного героя и стал антагонистом. Ключевыми элементами его нового персонажа были мнительность и идея о заговоре против него в WWE. На выпуске RAW от 23 мая Киллингс вновь потребовал матч за титул, но получил отказ от Анонимного генерального менеджера. В результате Ар-Труз стал сюжетно нападать на фанатов Джона Сины. На RAW от 6 июня чемпион WWE отреагировал на это и объявил, что Киллингс получит титульный матч на Capitol Punishment.
Главным противостоянием на Smackdown была борьба за чемпионство мира в тяжелом весе. На Over the Limit Рэнди Ортон сохранил титул, победив Кристиана. На выпуске Smackdown от 27 мая он прервал речь чемпиона, попросив о новом шансе сразиться за чемпионский пояс. Поскольку Кристиан уже использовал право на матч-реванш, генеральный менеджер бренда Теодор Лонг назначил на шоу трёхсторонний матч за претендента на титул. В ходе поединка около ринга появился сам чемпион. Его спровоцировал Марк Генри, что привело к вмешательству Рэнди из-за чего рефери не зафиксировал удержание Кристиана после коронного приема на Шеймусе. Спустя неделю Кристиан потребовал титульный матч, сославшись на некачественное судейство. Но Тэдди Лонг отказал ему, вместо этого назначив специальным рефери на чемпионский бой между Ортоном и Шеймусом. Во время матча после случайного столкновения с претендентом Кристиан не стал считать решающее удержание Шеймуса. Тот начал выяснять отношения с судьёй, за что получил пощёчину и проиграл. Сразу после матча Кристиан напал на Ортона, совершив хилтёрн. На Smackdown от 10 июня Рэнди принял вызов Кристиана на бой за чемпионство на Capitol Punishment. На том же шоу канадец вмешался в матч Ортона и Шеймуса, помешав победить первому. 17 июня на еженедельнике Шеймус потребовал титульный матч, так как победил чемпиона неделей ранее. Генеральный менеджер удовлетворил его просьбу с условием, что если ирландец победит, то станет третьим участником матча за титул чемпиона мира в тяжелом весе. Кристиан выиграл в матче и, тем самым, состав участников сохранился неизменным.
Другим противостоянием в рамках Smackdown стал сюжет Ядра против Иезекиила Джексона. Он продолжил погоню за Интерконтинентальным чемпионством Уэйда Барретта. Предыдущие матчи Джексона завершались вмешательством группировки, которая мешала ему выиграть чемпионский пояс. На Smackdown от 10 июня Иезекиил объединился с братьями Усо против Ядра в командном бою. Перед началом матча было объявлено о назначении титульного матча между Джексоном и Барреттом на Capitol Punishment. Во время боя Барретт в ответственный момент оставил партнеров по группировке, после чего те проиграли. Слейтер и Гэбриел остались недовольны поступком Уэйда. На претензии соратников он ответил, что Интерконтинентальный титул для него важнее. Барретт сказал, что без него они были бы никем, что разозлило Хита и Джастина. Они объявили, что покидают группировку. Теперь Барретту предстояло защищать чемпионство, не надеясь на помощь со стороны.
Ещё один сюжет, который привёл к матчу на PPV, развернулся между Альберто Дель Рио и Биг Шоу. 23 мая на RAW последний разозлил мексиканца тем, что сел в его люксовый автомобиль. Чуть позже Дель Рио спровоцировал Шоу во время закулисного интервью, в результате чего Рикардо Родригес «сбил» на машине Биг Шоу и нанёс ему сюжетную травму. 13 июня на RAW Альберто сражался в матче против его командного партнёра Кейна. После боя появился Биг Шоу, который попытался отомстить Дель Рио, но тот сумел уйти от расправы. Вместо этого Шоу так грубо избил помощника мексиканца, что Кейну даже пришлось останавливать сотоварища. В результате Биг Шоу назначили матч против Дель Рио на Capitol Punishment.
Также незадолго до PPV начался конфликт между экс-чемпионом WWE Мизом и его протеже Алексом Райли. На Over the Limit Алекс использовал телефон с записанным голосом Джона Сины, чтобы обеспечить победу Мизу. Но из-за небрежности Райли рефери обратил внимание на оставленный мобильник и отменил победу Мизанина. После перезапуска матча Сина защитил чемпионство. На RAW от 23 мая Анонимный генеральный менеджер отказал Мизу в реванше за титул чемпиона WWE. Тогда Мизанин обвинил Райли в своих неудачах и уволил его. В ответ на оскорбления Алекс атаковал Миза и стал протагонистом. Через неделю во время интервью Райли Майклу Коулу Миз попытался отомстить бывшему помощнику, напав исподтишка. Но Алекс сумел отбиться. В результате между ними официально назначили матч на Capitol Punishment. На RAW от 13 июня рестлеры встретились в последний раз на ток-шоу легенды рестлинга Родди Пайпера. Они поспорили о том, что Миз не сможет победить даже ведущего сегмента. В матче между Пайпером и Мизом Райли стал специальным рефери. Мизанин сразу после старта поединка атаковал Алекса, что позволило Родди провести неожиданное удержание. Райли быстро отсчитал победу легенды, разгневав бывшего соратника.
Также на шоу были назначены другие бои, которые стали результатом эпизодических столкновений участников шоу на еженедельных ТВ-выпусках. Серией побед и поражений на регулярных шоу обменялись Эван Борн и Джек Суэггер. Чтобы выявить сильнейшего, они получили матч на Capitol Punishment. Похожим образом складывался сюжет между СМ Панком и Реем Мистерио. Единственным отличием стало то, что он продолжал их прежнее противостояние с WrestleMania XXVI. Но в этот раз Панк уже выступал лидером Нового Нексуса. Матч за чемпионство США был объявлен в результате победы Долфа Зигглера над чемпионом Кофи Кингстоном в поединке без титула на кону.

## Результаты
| №                                                        | Исход                                                                        | Тип матча                                                  | Время |
| -------------------------------------------------------- | ---------------------------------------------------------------------------- | ---------------------------------------------------------- | ----- |
| Эксклюзивно для посетителей шоу перед началом трансляции |                                                                              |                                                            |       |
| *                                                        | Сантино Марелла и Владимир Козлов победили Джастина Гэбриела и Хита Слейтера | Командный матч                                             | —     |
| Основное шоу                                             |                                                                              |                                                            |       |
| 1                                                        | Дольф Зигглер (с Вики Герреро) победил Кофи Кингстона (c)                    | Одиночный матч за титул чемпиона США WWE                   | 11:05 |
| 2                                                        | Алекс Райли победил Миза                                                     | Одиночный матч                                             | 09:15 |
| 3                                                        | Альберто Дель Рио победил Биг Шоу по решению рефери                          | Одиночный матч                                             | 04:52 |
| 4                                                        | Иезекиил Джексон победил Уэйда Барретта (c)                                  | Одиночный матч за титул интерконтинентального чемпиона WWE | 06:46 |
| 5                                                        | СМ Панк победил Рея Мистерио                                                 | Одиночный матч                                             | 14:58 |
| 6                                                        | Рэнди Ортон (c) победил Кристиана                                            | Одиночный матч за титул чемпиона мира в тяжёлом весе       | 14:09 |
| 7                                                        | Эван Борн победил Джэка Суэггера                                             | Одиночный матч                                             | 07:08 |
| 8                                                        | Джон Сина (c) победил Рона Киллингса                                         | Одиночный матч за титул чемпиона WWE                       | 14:45 |
| (c) — чемпион на момент поединка                         |                                                                              |                                                            |       |

1. ↑  Биг Шоу получил несколько болевых приёмов на колено и локоть, после чего не смог подняться на ноги. Судья принял решение остановить матч.